# Equitazione ai Giochi della XXXII Olimpiade - Salto ostacoli a squadre
La competizione di salto ostacoli a squadre ai giochi olimpici della XXXII Olimpiade di Tokyo si è svolto il 6 e 7 agosto 2021 presso il Central Breakwater.

## Risultati

### Qualificazioni
| Pos. | Nazione       | Cavalieri                                                    | Cavalli                                                | Pen. Ind. | Pen. Tot. | Note |
| ---- | ------------- | ------------------------------------------------------------ | ------------------------------------------------------ | --------- | --------- | ---- |
| 1    | Svezia        | Henrik von Eckermann Malin Baryard-Johnsson Peder Fredricson | King Edward Indiana All In                             | 0         | 0         | Q    |
| 2    | Belgio        | Pieter Devos Jérôme Guery Grégory Wathelet                   | Claire Z Quel Homme de Hus Nevados S                   | 1 2       | 4         | Q    |
| 2    | Germania      | André Thieme Maurice Tebbel Daniel Deusser                   | DSP Chakaria Don Diarado Killer Queen                  | 1 2 1     | 4         | Q    |
| 4    | Svizzera      | Martin Fuchs Bryan Balsiger Steve Guerdat                    | Clooney 51 Twentytwo des Biches Venard de Cerisy       | 1 0 9     | 10        | Q    |
| 5    | Stati Uniti   | Laura Kraut Jessica Springsteen McLain Ward                  | Baloutinue Don Juan van de Donkhoeve Contagious        | 5 4 5     | 13        | Q    |
| 6    | Francia       | Simon Delestre Pénélope Leprevost Mathieu Billot             | Berlux Z Vancouver de Lanlore Quel Filou 13            | 1 5 9     | 15        | Q    |
| 7    | Gran Bretagna | Holly Smith Harry Charles Ben Maher                          | Denver Romeo 88 Explosion W                            | 4 12 4    | 20        | Q    |
| 8    | Brasile       | Marlon Zanotelli Pedro Veniss Rodrigo Pessoa                 | Edgar M Quabri de l'Isle Carlito's Way 6               | 0 5 20    | 25        | Q    |
| 9    | Paesi Bassi   | Willem Greve Marc Houtzager Maikel van der Vleuten           | Zypria S Dante Beauville Z                             | 13 5 8    | 26        | Q    |
| 10   | Argentina     | José Maria Larocca Martín Dopazo Matias Albarracin           | Finn Lente Quintino 9 Cannavaro 9                      | 7 14 6    | 27        | Q    |
| 11   | Egitto        | Nayel Nassar Mohamed Talaat Mouda Zeyada                     | Igor van de Wittemoere Darshan Galanthos SHK           | 8 9 12    | 29        |      |
| 12   | Cina          | Li Yaofeng Zhang Xingjia Li Zhenqiang                        | Jericho Dwerse Hagen For Passion d'Ive Z Uncas S       | 15 13 7   | 35        |      |
| 13   | Marocco       | Ali Al-Ahrach El Ghali Boukaa Abdelkebir Ouaddar             | Golden Lady Ugolino Du Clos Istanbull V.h Ooievaarshof | 10 6 21   | 37        |      |
| 14   | Nuova Zelanda | Bruce Goodin Tom Tarver-Priebe Daniel Meech                  | Danny V Popeye Cinca 3                                 | 17 13 9   | 39        |      |
| 15   | Rep. Ceca     | Ondrej Zvara Anna Kellnerová Aleš Opatrný                    | Cento Lano Catch Me If You Can OLD Forewer             | 15 17 13  | 45        |      |
| 16   | Messico       | Enrique González Eugenio Garza Patricio Pasquel              | Chacna Armani SL Z Babel                               | 1 EL 5    | 6         |      |
| —    | Irlanda       | Shane Sweetnam Darragh Kenny Bertram Allen                   | Alejandro Pacino Amiro Cartello                        | EL WD     | EL        | EL   |
| —    | Israele       | Alberto Michán Teddy Vlock Ashlee Bond                       | Cosa Nostra Amsterdam 27 Donatello 141                 | 12 EL WD  | EL        | EL   |
| —    | Giappone      | Daisuke Fukushima Koki Saito Eiken Sato                      | Chanyon Chilensky Saphyr des Lacs                      | 8 WD      | EL        | EL   |

### Finale
| Pos. | Nazione       | Cavalieri                                                    | Cavalli                                          | Pen. Ind. | Pen. Tot. | Note |
| ---- | ------------- | ------------------------------------------------------------ | ------------------------------------------------ | --------- | --------- | ---- |
| 1    | Svezia        | Henrik von Eckermann Malin Baryard-Johnsson Peder Fredricson | King Edward Indiana All In                       | 0 4       | 8         | JO   |
| 1    | Stati Uniti   | Laura Kraut Jessica Springsteen McLain Ward                  | Baloutinue Don Juan van de Donkhoeve Contagious  | 0 4       | 8         | JO   |
|      | Belgio        | Pieter Devos Jérôme Guery Grégory Wathelet                   | Claire Z Quel Homme de Hus Nevados S             | 4 0 8     | 12        |      |
| 4    | Paesi Bassi   | Marc Houtzager Harrie Smolders Maikel van der Vleuten        | Zypria S Dante Beauville Z                       | 9 0 8     | 17        |      |
| 5    | Svizzera      | Martin Fuchs Bryan Balsiger Steve Guerdat                    | Clooney 51 Twentytwo des Biches Venard de Cerisy | 8 16 4    | 28        |      |
| 6    | Brasile       | Marlon Zanotelli Yuri Mansur Pedro Veniss                    | Edgar M Quabri de l'Isle Carlito's Way 6         | 12 4 13   | 29        |      |
| 7    | Argentina     | Fabian Sejanes Martín Dopazo Matias Albarracin               | Finn Lente Quintino 9 Cannavaro 9                | 14 13 22  | 49        |      |
| DNF  | Germania      | André Thieme Maurice Tebbel Daniel Deusser                   | DSP Chakaria Don Diarado Killer Queen            | 8 4 RT    |           |      |
| DNF  | Gran Bretagna | Holly Smith Harry Charles Ben Maher                          | Denver Romeo 88 Explosion W                      | 16 8 WD   |           |      |
| DNF  | Francia       | Simon Delestre Mathieu Billot Pénélope Leprevost             | Berlux Z Vancouver de Lanlore Quel Filou 13      | 1 EL      | EL        |      |

#### Spareggio
| Pos. | Nazione     | Cavalieri                                                    | Cavalli                                         | Pen. Ind. | Pen. Tot. | T. Ind.           | T. Tot. |
| ---- | ----------- | ------------------------------------------------------------ | ----------------------------------------------- | --------- | --------- | ----------------- | ------- |
|      | Svezia      | Henrik von Eckermann Malin Baryard-Johnsson Peder Fredricson | King Edward Indiana All In                      | 0         | 0         | 42.00 41.89 39.01 | 122.90  |
|      | Stati Uniti | Laura Kraut Jessica Springsteen McLain Ward                  | Baloutinue Don Juan van de Donkhoeve Contagious | 0         | 0         | 41.33 42.95 39.92 | 124.20  |